# Lagoa do Fogo
A Lagoa do Fogo é uma das maiores lagoas dos Açores e a segunda maior da Ilha de São Miguel, e é classificada desde 1974 como reserva natural.

## Descrição
Faz parte integrante da Rede Natura 2000, pelo facto de ter sido classificada como zona especial de conservação, aprovado por Decisão da Comissão Europeia no dia 28 de dezembro de 2001, nos termos da Directiva Habitats 92/43/CEE do Conselho. Esta lagoa de águas muito azuis ocupa uma área de 1 360 ha, que é bastante tendo em atenção as dimensões da própria ilha.
O vulcão do Fogo dá forma ao grande maciço vulcânico da Serra de Água de Pau, localizada na zona central  da Ilha de São Miguel. Toda esta zona é rodeada por uma densa e exuberante vegetação endémica.
A caldeira vulcânica, tal como o vulcão, que lhe deu forma, é a mais jovem da Ilha de São Miguel e ter-se-á formado há cerca de 15 000 anos. A sua configuração actual é resultado do último colapso, tido como importante e que ocorreu no topo do vulcão, há aproximadamente 5 mil anos. A última erupção data de 1563.
Esta lagoa, é também a mais alta da Ilha de São Miguel, facto que se deve encontrar no cimo de uma montanha cujo ponto mais alto se eleva a 947 metros. Localiza-se no topo do grande vulcão do Fogo, também conhecido como vulcão de Água de Pau. A caldeira tem forma de colapso tem forma elíptica e dimensões aproximadas de 3 x 2,5 km. As paredes desta caldeira chegam a atingir desníveis de 300 metros.

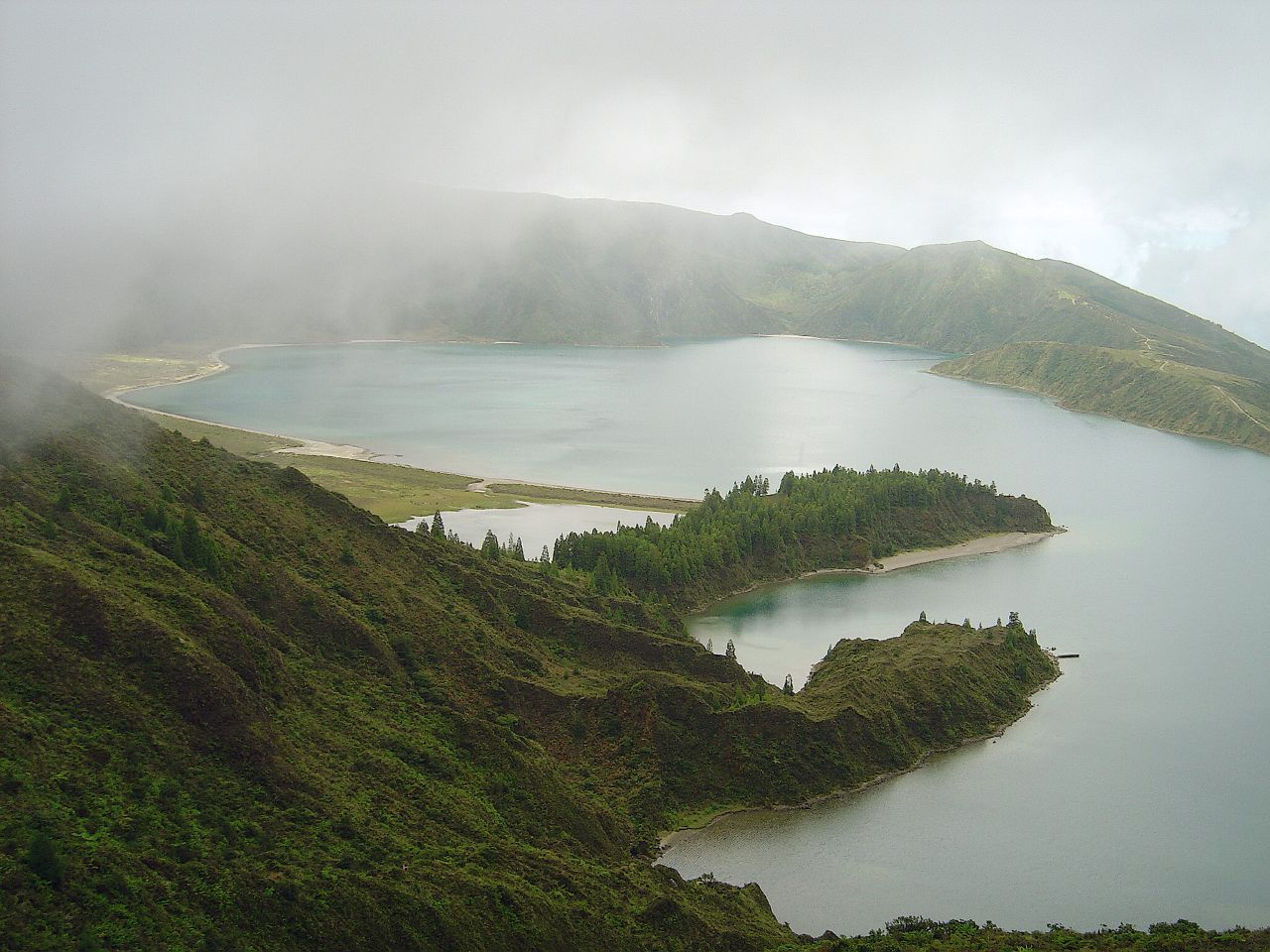
Lagoa do Fogo em dia de nevoeiro

A lagoa, devido a encontrar se no centro da caldeira, localiza-se a uma cota bastante mais baixa, encontrando-se a 575 metros. A profundidade máxima atingida nesta lagoa são os 30 metros. Dentro de todo o perímetro da reserva natural, lagoa, caldeira, e vertentes da mesma, destacam-se bastantes espécies de plantas endémicas dos Açores: é o caso do cedro-do-mato (Juniperus brevifolia), o louro (Laurus azorica) e o sanguinho (Frangula azorica). Surgem ainda a malfurada (Hypericum foliosum), a urze (Erica azorica) e o trovisco-macho (Euphorbia Stygiana).
A principal fauna, aqui representada pelos pássaros de pequenas dimensões é muitas vezes acompanhada por aves de grande porte como as aves de rapina. Assim, surge nos ares da lagoa, além das aves caracteristicamente terrestres como o pombo-torcaz-dos-Açores (Columba palumbus azorica), o milhafre ou queimado (Buteo buteo rothschildi), a alvéola-cinzenta (Motocilla cinérea) e o melro-preto (Turdus merula azorensis), as aves marinhas como a gaivota (Larus cachinnans atlantis) e o garajau-comum (Sterna hirundo).

## Praia da Lagoa de Fogo
A praia foi reconhecida como uma das 7 Maravilhas de Portugal na categoria de Praia Selvagem, em setembro de 2012.

## Galeria

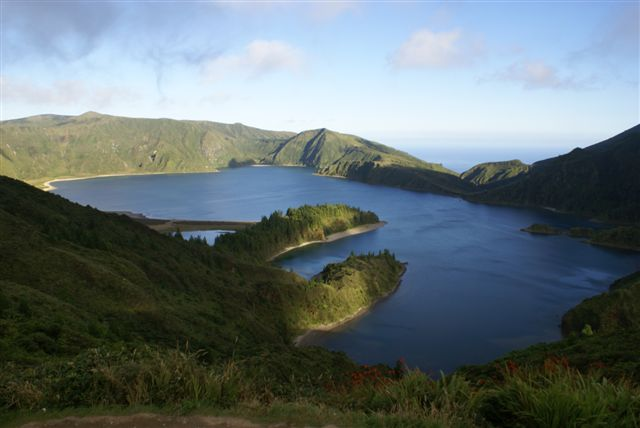
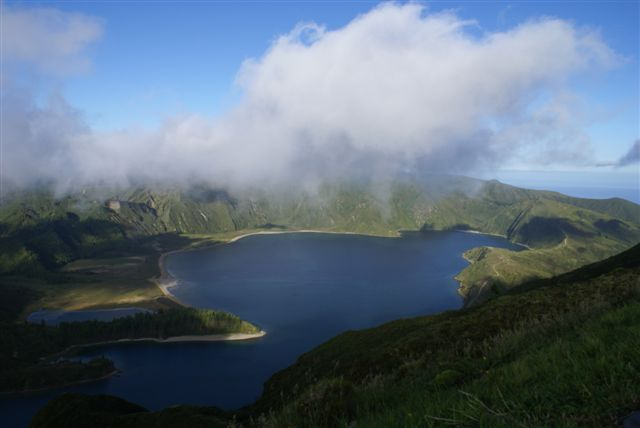
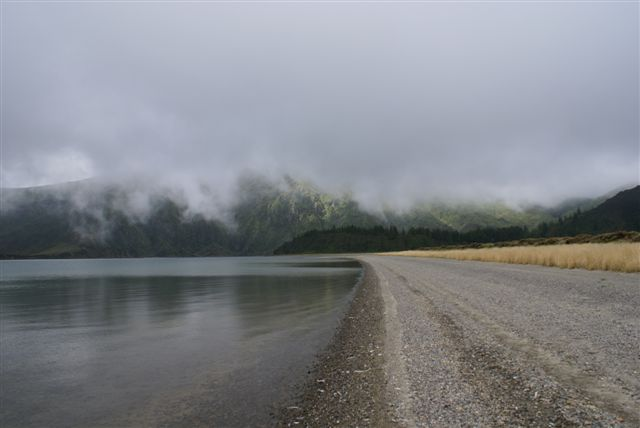
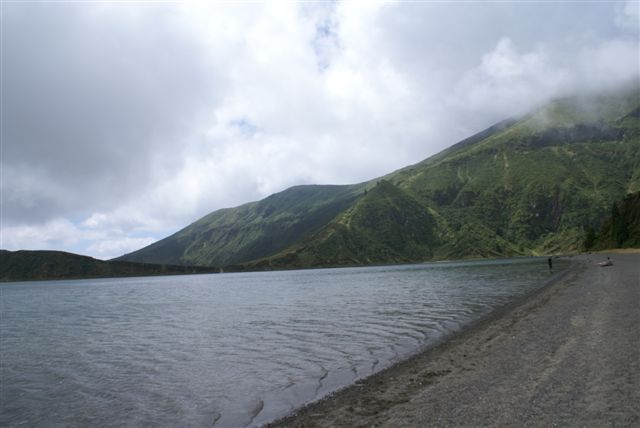
Lagoa do Fogo, praia e montanha
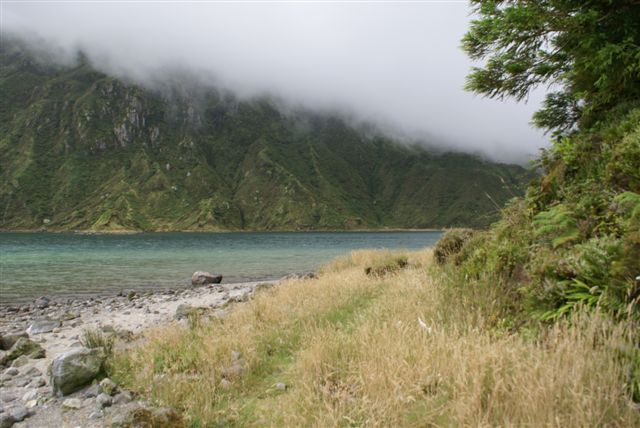
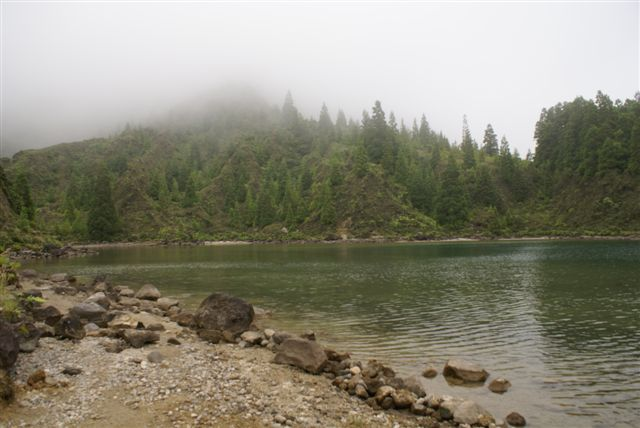
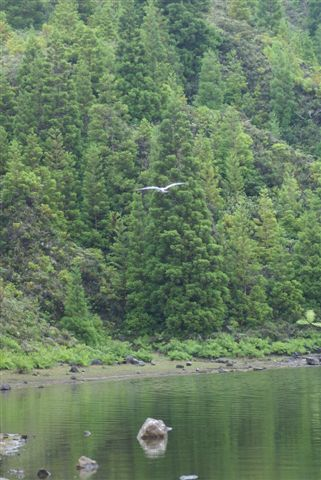
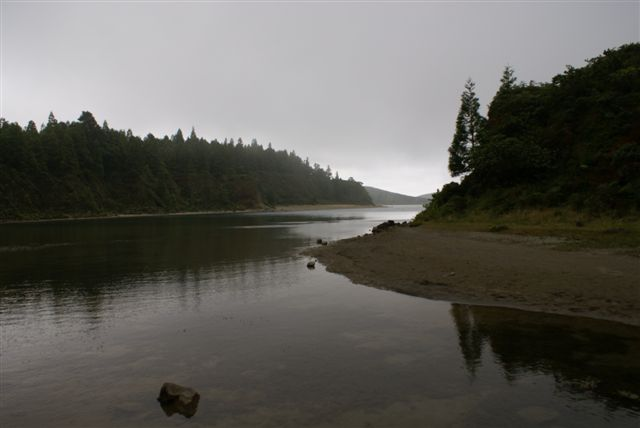
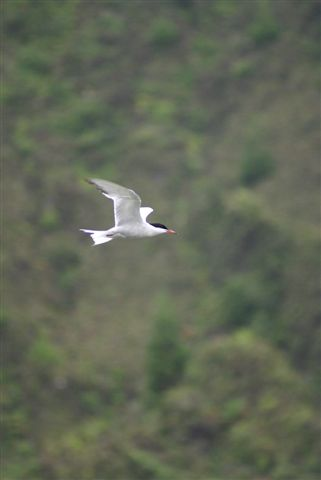
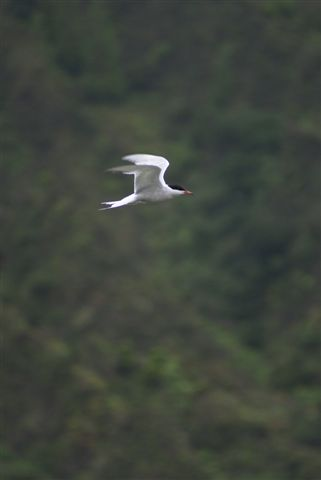
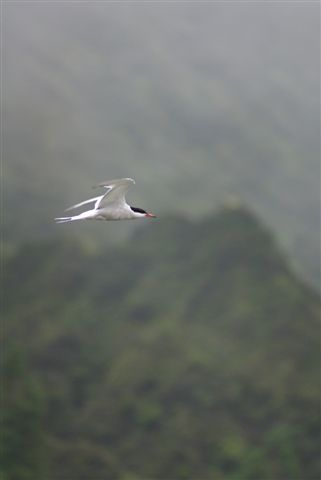

- Ficheiro:Lagoa do Fogo, perspectiva, ilha de São Miguel, Arquipélago dos Açores, Portugal.JPG